# SAP SE
SAP SE (FWB SAP, NYSE SAP) és una companyia de programari amb seu a Walldorf, Estat de Baden-Württemberg, Alemanya.
SAP va ser fundada el 1972 com Systemanalyse und Programmentwicklung per cinc antics enginyers d'IBM a Mannheim, Baden-Württemberg (Dietmar Hopp, Hans-Werner Hector, Hasso Plattner, Klaus Tschira i Claus Wellenreuther). L'acrònim va ser modificat més tard per Systeme, Anwendungen und Produkte in der Datenverarbeitung ("sistemes, aplicacions i productes en processament de dades" en alemany).
El 1976 "SAP GmbH" va ser fundada i l'any següent va traslladar la seva seu a Walldorf. SAP AG va ser el nom oficial de la companyia després de la junta general anual de 2005 (AG és l'abreviació d'Aktiengesellschaft = S.A.).